# Eerste divisie (mannenhandbal) 2017/18
De eerste divisie is de op een na hoogste afdeling van het Nederlandse handbal. In het seizoen 2017/2018 werd KRAS/Volendam 2 kampioen en promoveerde rechtstreeks naar de eredivisie. Tevens promoveerde Wematrans/Quintus 2 naar de eredivisie. Hercules, U.S. en Snelwiek degradeerden naar de tweede divisie.

## Opzet
- De kampioenen promoveert rechtstreeks naar de eredivisie (mits er niet al een hogere ploeg van dezelfde vereniging in de reguliere eredivisie speelt).
- De twee ploegen die als laatste (dertiende en veertiende) eindigen, degraderen naar de tweede divisie.
- Het seizoen wordt onderverdeeld in vier perioden van respectievelijk 6, 7, 7 en 6 wedstrijden. Indien de kampioen, een ploeg die niet mag promoveren, of een degradant een periode wint, wordt het "perioderecht" overgedragen aan het hoogst geklasseerde team in de eindrangschikking dat nog geen "perioderecht" heeft. Deze vier ploegen spelen samen met de nummers elf en twaalf van de regeliere eredivisie competitie, in een nacompetitie voor een plek in de eredivisie van volgend seizoen.

Er promoveert dus zeker één ploeg, en mogelijk een tweede ploeg via de nacompetitie. Verder degraderen er 2 (gelijk aan het aantal tweede divisies) ploegen.
Dit seizoen zijn er 2 ploegen gepromoveerd (Zie: Extra promotie) 3 ploegen gedegradeerd (Zie: Extra degradatie).

## Teams
| Ploeg               | Plaats                | Provincie     | Trainer(s)                      | Hal                     |
| ------------------- | --------------------- | ------------- | ------------------------------- | ----------------------- |
| FIQAS/Aalsmeer 3    | Aalsmeer              | Noord-Holland | Jeffrey Groeneveld              | de Bloemhof             |
| Atomium '61         | Rotterdam             | Zuid-Holland  | Leopold Foussom                 | de Enk                  |
| DIOS                | Den Hoorn             | Zuid-Holland  | Arjan Koster                    | Ballonhal               |
| EHC                 | Leidschendam-Voorburg | Zuid-Holland  | René van Mulken                 | de Fluit                |
| Havas               | Almere                | Flevoland     | Theo van den Berg               | Sporthal Indische Buurt |
| Hercules            | Den Haag              | Zuid-Holland  | Lyacine Kaci                    | Boswijk                 |
| Nieuwegein          | Nieuwegein            | Utrecht       | Marco Linstee                   | Galecop                 |
| Olympia '89/DOS '80 | Oss-Heesch            | Noord-Brabant | Frank van Erp                   | Mondriaanhal            |
| Wematrans/Quintus 2 | Kwintsheul            | Zuid-Holland  | Jack van Lier & Marco de Bakker | Eekhout Hal             |
| Sittardia           | Sittard               | Limburg       | Harold Nüsser                   | Stadssporthal           |
| Snelwiek            | Rotterdam             | Zuid-Holland  | Remco Peters                    | Albeda College          |
| U.S.                | Amsterdam             | Noord-Holland | Joost Schutte                   | de Pijp                 |
| KRAS/Volendam 2     | Volendam              | Noord-Holland | Claus Veerman                   | Opperdam                |
| WHC                 | Den Haag              | Zuid-Holland  | Zsigmond Makay                  | Loosduinen              |

## Reguliere competitie

### Stand
| Pos | Team                    | Wed | W  | G | V  | Ptn | DV  | DT  | +/−  | Opmerking                                     |
| --- | ----------------------- | --- | -- | - | -- | --- | --- | --- | ---- | --------------------------------------------- |
| 1   | KRAS/Volendam 2 (K, P)  | 26  | 20 | 0 | 6  | 40  | 797 | 692 | +105 | Promoveert naar de Eredivisie                 |
| 2   | Wematrans/Quintus 2 (P) | 26  | 19 | 0 | 7  | 38  | 733 | 674 | +59  |                                               |
| 3   | FIQAS/Aalsmeer 3        | 26  | 16 | 3 | 7  | 35  | 786 | 715 | +71  |                                               |
| 4   | Olympia '89/DOS '80     | 26  | 16 | 2 | 8  | 34  | 775 | 730 | +45  | Nacompetitie voor promotie naar de Eredivisie |
| 5   | WHC                     | 26  | 15 | 1 | 10 | 31  | 656 | 620 | +36  | Nacompetitie voor promotie naar de Eredivisie |
| 6   | Nieuwegein              | 26  | 13 | 3 | 10 | 29  | 757 | 739 | +18  | Nacompetitie voor promotie naar de Eredivisie |
| 7   | Sittardia               | 26  | 12 | 5 | 9  | 29  | 696 | 686 | +10  |                                               |
| 8   | DIOS                    | 26  | 13 | 1 | 12 | 27  | 688 | 643 | +45  |                                               |
| 9   | Havas                   | 26  | 11 | 5 | 10 | 27  | 752 | 747 | +5   | Nacompetitie voor promotie naar de Eredivisie |
| 10  | EHC                     | 26  | 8  | 2 | 16 | 18  | 727 | 778 | −51  |                                               |
| 11  | Snelwiek (R)            | 26  | 8  | 1 | 17 | 17  | 682 | 740 | −58  |                                               |
| 12  | Atomium '61             | 26  | 8  | 1 | 17 | 17  | 662 | 767 | −105 |                                               |
| 13  | Hercules (R)            | 26  | 6  | 2 | 18 | 14  | 672 | 735 | −63  | Degradeert naar de Tweede divisie             |
| 14  | U.S. (R)                | 26  | 2  | 4 | 20 | 8   | 660 | 777 | −117 | Degradeert naar de Tweede divisie             |

1. ↑  Initieel was Wematrans/Quintus 2 de vervangende winnaar van de tweede periode. Echter, Cabooter/HandbaL Venlo maakte kenbaar voor het volgend seizoen (2018/19) af te zien van verdere deelname aan de eredivisie. Hierdoor verkreeg Wematrans/Quintus 2 het recht, als nummer 2 van de eerste divisie (en omdat Wematrans/Quintus 1 zich wist te kwalificeren/handhaven voor de BENE-League 2018/19), tot rechtstreekse promotie naar de eredivisie.
2. ↑  Winnaar tweede periode (ronde 7-13). Echter, omdat FIQAS/Aalsmeer 2 volgend seizoen al in de eredivisie speelt, mag FIQAS/Aalsmeer 3 niet deelnemen aan de nacompetitie met kans op promotie naar de eredivisie.
3. ↑  Winnaar vierde periode (ronde 21-26).
4. ↑  Winnaar eerste periode (ronde 1-6).
5. ↑  Vervangende winnaar tweede periode.
6. ↑  Winnaar derde periode (ronde 14-20).
7. ↑  Snelwiek moest "gedwongen" degraderen. Dit omdat ARBO Rotterdam HANDBAL uit de eredivisie is gedegradeerd, en Snelwiek en ARBO Rotterdam HANDBAL de facto dezelfde vereniging zijn. Er mogen op divisie niveau niet 2 teams van dezelfde vereniging in dezelfde divisie uitkomen.

### Uitslagen
| Thuis \ Uit         | AAL   | ATM   | DIO   | EHC   | HAV   | HER   | NIE   | O&D   | QUI   | SIT   | SNE   | US    | VOL   | WHC   |
| ------------------- | ----- | ----- | ----- | ----- | ----- | ----- | ----- | ----- | ----- | ----- | ----- | ----- | ----- | ----- |
| FIQAS/Aalsmeer 3    |       | 32–21 | 28–26 | 37–30 | 39–34 | 32–27 | 34–34 | 25–28 | 33–32 | 29–29 | 36–23 | 29–21 | 35–32 | 30–21 |
| Atomium '61         | 32–31 |       | 29–27 | 28–30 | 26–31 | 30–20 | 21–24 | 30–28 | 25–26 | 31–27 | 26–23 | 29–29 | 25–20 | 21–32 |
| DIOS                | 19–22 | 34–26 |       | 30–28 | 32–22 | 33–27 | 28–24 | 28–28 | 24–27 | 19–20 | 28–26 | 34–26 | 22–29 | 20–21 |
| EHC                 | 33–35 | 34–26 | 20–29 |       | 23–29 | 26–15 | 34–41 | 29–31 | 26–25 | 23–28 | 27–33 | 31–27 | 31–41 | 30–24 |
| Havas               | 27–27 | 38–28 | 31–27 | 27–41 |       | 31–24 | 26–26 | 34–28 | 32–21 | 30–30 | 29–27 | 24–24 | 24–27 | 24–26 |
| Hercules            | 28–21 | 31–20 | 23–31 | 33–33 | 24–18 |       | 33–20 | 29–36 | 27–28 | 27–28 | 28–27 | 30–30 | 23–27 | 23–29 |
| Nieuwegein          | 34–30 | 33–25 | 25–23 | 26–29 | 31–34 | 33–22 |       | 28–31 | 28–34 | 31–26 | 29–31 | 32–21 | 29–34 | 20–25 |
| Olympia '89/DOS '80 | 25–26 | 28–23 | 24–30 | 30–29 | 38–37 | 32–27 | 32–32 |       | 33–27 | 33–22 | 39–24 | 27–31 | 30–25 | 27–18 |
| Wematrans/Quintus 2 | 25–22 | 39–26 | 23–20 | 29–28 | 30–26 | 31–23 | 25–27 | 27–32 |       | 21–18 | 27–22 | 30–24 | 29–32 | 26–23 |
| Sittardia           | 26–25 | 31–23 | 25–27 | 24–24 | 22–22 | 22–20 | 26–32 | 28–32 | 27–28 |       | 33–25 | 35–27 | 32–31 | 26–26 |
| Snelwiek            | 30–36 | 27–16 | 19–24 | 36–24 | 33–34 | 33–30 | 21–30 | 27–25 | 22–35 | 23–28 |       | 24–24 | 28–29 | 19–18 |
| U.S.                | 24–41 | 27–31 | 23–32 | 33–23 | 24–35 | 17–23 | 32–33 | 31–32 | 20–30 | 26–31 | 26–33 |       | 22–29 | 22–23 |
| KRAS/Volendam 2     | 29–23 | 33–22 | 26–25 | 30–25 | 39–25 | 38–29 | 41–29 | 35–29 | 30–31 | 25–27 | 31–25 | 29–24 |       | 30–28 |
| WHC                 | 25–28 | 32–22 | 21–16 | 31–16 | 30–28 | 29–26 | 21–26 | 28–17 | 24–27 | 26–25 | 28–21 | 27–25 | 20–25 |       |

## Extra promotie
Daar Cabooter/HandbaL Venlo aan het einde van het seizoen kenbaar maakte voor het volgend seizoen (2018/19) af te zien van verdere deelname aan de eredivisie, kon er 1 extra ploeg rechtstreeks promoveren naar de eredivisie 2018-19. Dit recht viel Wematrans/Quintus 2, als nummer 2 van de eindrangschikking, ten deel. Voorwaarde was wel dat Wematrans/Quintus 1 zich wist te handhaven voor de BENE-League 2018/19: er mogen immers geen 2 ploegen van dezelfde vereniging in dezelfde divisie uitkomen. Toen dit laatste een feit was, werd de rechtstreekse promotie van Wematrans/Quintus 2 definitief.

## Extra degradatie
Doordat ARBO Rotterdam HANDBAL uit de Eredivisie degradeerde, werd Snelwiek geconfronteerd met een gedwongen degradatie naar de tweede divisie. Dit omdat, ondanks de afwijkende naam, beide ploegen tot dezelfde vereniging behoren en er geen 2 teams van dezelfde vereniging in dezelfde divisie mogen uitkomen.

## Nacompetitie
De 4 periodekampioenen spelen samen met nummers 11 en 12 van de reguliere eredivisie competitie voor 1 plek in de Eredivisie 2018/19.

### Teams
| Positie               | Team                   | Opmerking                     |
| --------------------- | ---------------------- | ----------------------------- |
| No. 11 eredivisie     | DEF-Fire/Aristos       |                               |
| No. 12 eredivisie     | ARBO Rotterdam HANDBAL |                               |
| No. 04 eerste divisie | Olympia '89/DOS '80    | Winnaar 4de periode           |
| No. 05 eerste divisie | WHC                    | Winnaar 1ste periode          |
| No. 06 eerste divisie | Nieuwegein             | Vervanger winnaar 2de periode |
| No. 09 eerste divisie | Havas                  | Winnaar 3de periode           |